# Thurles
Thurles (irisch Durlas oder Dúrlas Éile) ist eine Stadt im County Tipperary in der Republik Irland. Sie liegt am Fluss Suir und hat incl. nahem Umland 8185 Einwohner (Stand 2022).

## Geschichte
Das von der Familie Butler um 1300 am Ort gegründete Karmelitenkloster wurde 1540 durch James Butler, Earl of Ormond aufgelöst. Am 1. November 1884 wurde in Miss Hayes’s Commercial Hotel in Thurles die Gaelic Athletic Association (GAA) for the Preservation and Cultivation of National Pastimes gegründet.

## Religion
Das römisch-katholische Erzbistum Cashel und Emly hat seinen Sitz in Thurles. Auf der Ostseite der Stadt befindet sich die Mariä-Himmelfahrt-Kathedrale.

## Sport
In der Stadt befindet sich mit dem Semple Stadium eines der größten Sportstadien in Irland. Es hat ein Fassungsvermögen von 55.000 Zuschauern und wird hauptsächlich für Gaelic Football und Hurling genutzt.
Die Pferderennbahn wurde am 1. August 2025 geschlossen.

## Städtepartnerschaften
Partnerstädte von Thurles sind Neuenstein in Deutschland, Bollington in England und Salt Lake City in Utah, USA.

## Persönlichkeiten
- John O’Shanassy (1818 oder 1819–1883), australischer Politiker
- Tony Ryan (1936–2007), einer der Gründer von Ryanair
- Fergus O’Dowd (* 1948), Politiker
- Mary Hanafin (* 1959), Politikerin
- Kerry Condon (* 1983), Schauspielerin